# Symphlebia amaculata
Symphlebia amaculata là một loài bướm đêm thuộc phân họ Arctiinae, họ Erebidae.